# Ca l'Esteve (Centelles)
Ca l'Esteve és un habitatge a la vila de Centelles (Osona) catalogat a l'Inventari del Patrimoni Arquitectònic de Catalunya. Casa de dimensions mitjanes, de planta baixa i dos pisos, coberta amb teulada a doble vessant amb aiguavés a la façana principal. L'element més remarcable està situat a la façana principal i és un portal rodó dovellat amb pedra molt erosionada però que conserva encara un escudet a la dovella central datat del 1565. A sobre hi ha tres finestres, també de pedra treballada i ampits. Una reforma posterior ha modificat l'edifici en dos cossos, un més elevat acabat amb una eixida.
La població o vila de Centelles comptava només amb 34 famílies l'any 1515, però el segle xvi fou el segle d'or de la vila, amb un creixement que perduraria fins als temps moderns. El creixement de la vila es va fer amb gent vinguda dels masos i amb una forta immigració des d'Occitània. Ca l'Esteve és un gran exponent d'aquest desenvolupament.